# Libum
Il Libum era una tipica focaccia romana, realizzata impastando del formaggio di pecora con della farina ed un uovo. Una volta formato il pane, esso veniva cotto posizionato su delle foglie di alloro. La ricetta ci viene fornita da Catone nel De agri cultura.
Questo particolare tipo di focaccia veniva inoltre usato come offerta durante le feste dei Matralia ed anche, più tardi, nei Ludi Saeculares.